# Praxe relativity
Praxe relativity je druhé studiové album Ondřeje Ládka aka Xindla X. Bylo natočeno ve studiu DC Sound v Produkci Dalibora Cidlinského Jr. Vyšlo v roce 2010 u Championship Music.
Za album získal Xindl X tři nominace na Anděla v kategoriích zpěvák roku, skladba roku (za píseň Láska v housce) a za klip roku (za píseň Láska v housce). Za prodeje alba získal Xindl X zlatou desku.
Z alba pochází singly Láska v housce, Nejlepší kuchař a Chemie
Jako bonus na desce vyšel radioedit písně Dysgrafik, která v jiné verzi vyšla původně už na předchozí desce Návod ke čtení manuálu.

## Písně
Není-li uvedeno jinak, je autorem hudby i textu Ondřej Ládek.
1. Chemie
2. Láska v housce
3. Mindráček
4. Mlč a buď ráda
5. Hollywood
6. Nejsem obtloustlý
7. Nejlepší kuchař
8. Televizní vysílení
9. Tradá na Beroun (Tomáš Polák / Ondřej Ládek)
10. Budeme noví
11. Morální sex
12. Poslední večeře
13. Dysgrafik

## Účinkují
- Xindl X – zpěv (1–13), akustická kytara (2, 3, 6–8, 10, 11)
- Dalibor Cidlinský Jr. – piano (1, 5, 7, 9, 10, 12), klávesy (1, 2, 5, 8, 10), programming (1–12), akustická kytara (1, 2, 9, 11), banjo (3),
- Jan Cidlinský – baskytara (1–12), housle (1, 5–7, 12), kontrabas (5, 12)
- David Landštof – bicí a perkuse (1–12)
- Olga Lounová – zpěv (2)
- Josef Štěpánek – akustická, elektrická, rezofonická a pedál steel kytara (4–6, 9, 12)
- marexvoboda – elektrická kytara (3, 11, 13)
- Martin Volák – elektrická kytara (8)
- Vítek Petrášek – cello (1, 11)
- Honza Ponocný – elektrická kytara, fender piano, programming a hudební produkce (13)
- Filio Havlíček – baskytara (13)
- Robert Švehla – bicí (13)
- Filip Markes – alt saxofon, aranže dechů (13)
- Ondřej Zátka – tenor saxofon, baryton saxofon (13)
- Ladislav Koucký – trubka (13)